# تشويه البقر
تشويه البقر (المعروف أيضًا باسم ختان البقر وقتل الماشية غير المبرر، أو تشويه الحيوانات) هو قتل البقر وتشويهها في ظل ظروف استثنائية، وعادةً ما تكون غير دموية. لُوحظت هذه الظاهرة بين الحيوانات البرية أيضًا. أُبلغ عن عدد من حالات التشويه للأغنام والخيول والماعز والخنازير والأرانب والقطط والكلاب وثيران البيسون والغزلان والإلك عن طريق عمليات ختان مماثلة غير دموية في جميع أنحاء العالم، إذ تُزال الأذن ومقلة العين ولحم الفك واللسان والعقد الليمفاوية والأعضاء التناسلية والمستقيم غالبًا.
ظهرت تفسيرات مختلفة، منذ ورود التقارير الأولى عن تشويه الحيوانات، بدءًا من التحلل والافتراس الطبيعي للطوائف والمؤسسات الحكومية والعسكرية السرية، إلى مجموعة من التكهنات، تشمل الكائنات المفترسة (كتشوباكرا) والكائنات الفضائية. كانت عمليات التشويه موضوع تحقيق اثنين من الفيدراليين المستقلين في الولايات المتحدة.

## التاريخ
ظهرت أول حادثة موثقة معروفة لقتل الماشية غير المبرر في أوائل عام 1606 «... في مدينة لندن وبعض الأقاليم المجاورة. حدثت مذابح كاملة للأغنام، وصل العدد في بعض الأماكن إلى 100، وفي أماكن أخرى أقل من ذلك، لم يُؤخذ من الأغنام سوى شحمها وبعض الأعضاء الداخلية، وتخلصوا من الصوف والجثث بأكملها. «توجد العديد من التخمينات المتنوعة، لكن يميل معظمها إلى استخدام بعض الألعاب النارية.» دُونت الحادثة في السجلات الرسمية لمحكمة جيمس الأول ملك إنجلترا. جمع تشارلز فورت العديد من التقارير عن تشويه الماشية الذي حدث في إنجلترا في أواخر القرن التاسع عشر وأوائل القرن العشرين. أشار جون كيل إلى تحقيق في قضايا تشويه الحيوانات عام 1966 (بينما كان مع إيفان تيرينس ساندرسون) والذي حدث في وادي نهر أوهايو، بالقرب من مدينة غاليبوليس بولاية أوهايو.

### تشويه الحصان «سنيبي»
نشرت جريدة بويبلو شيفتاين قصة عن حصان يُدعى «سنيبي» قُتل وشُوه في ظروف غامضة بمدينة ألاموسا بولاية كولورادو، إذ أن تشويه الحيوانات لم يكن معروفًا نسبيًا حتى عام 1967.
يُقال إن أغنيس كينغ وابنها هاري عثروا على جثة حصانهم البالغ من العمر ثلاث سنوات في 9 سبتمبر 1967. سُلخت رأس الحصان وعنقه من الجلد، ووُجدت جروح عديدة بالجسد تبدو دقيقة للغاية بالنسبة لكينغ. لم تكن هناك أية دماء في مكان الحادث، مع انتشار رائحة طبية قوية في الهواء، وفقًا لأقوال هاري.
أعادت الصحافة نشر القصة على نطاق أوسع وانتشرت في جميع أنحاء البلاد، فظهرت العديد من التكهنات بأن الكائنات الفضائية والأجسام الطائرة المجهولة لها علاقة بالتشويه، إذ كانت هذه الحالة هي الأولى من نوعها. توصل التحقيق الذي أجراه وادزورث آير لصالح لجنة كوندون إلى أنه «لا يوجد دليل قاطع يؤكد على أن موت الحصان مرتبطًا بأي شكل من الأشكال بأسباب خارقة للطبيعة».
عندما تواصلت عائلة لويس بحاكم مقاطعة ألاموسا شريف بن فيليبس، أخبرهم أن الوفاة ربما كانت بسبب «صاعقة» ولم يكلف نفسه عناء زيارة مكان الحادثة. أخطأت التغطية الصحفية المبكرة للقضية في تسمية الحصان (ليدي) باسم سنيبي. كانت سنيبي والدة الفرس (ليدي) وتعود ملكيتها إلى بيرل لويس زوج نيلي. ذكرت التغطية الصحفية اللاحقة إصابة الحصان «في الردف». اعترف مع ذلك اثنان من طلاب جامعة مقاطعة ألاموسا بالتسلل إلى المراعي وإطلاق النار على الحصان بعد عدة أسابيع من نشر القضية.

### حوادث التشويه عام 1973
أبلغت سلطات تطبيق القانون عن موجة من حوادث تشويه الماشية في سبع مقاطعات بولايتي كانساس ونبراسكا في 4 ديسمبر عام 1973. تضمنت البلاغات إزالة الأعضاء الجنسية. أُبلغ عن حدوث 38 حالة نفوق غامضة للأبقار بـ11 مقاطعة في الأسابيع التالية. أشارت العديد من الاختبارات المعملية إلى موت العديد من الحيوانات بسبب مرض «الساق السوداء»، وهو مرض يصيب البقر.

### حوادث التشويه ومروحيات مجهولة عام 1974
وصلت بلاغات عن انتشار حوادث التشويه في مقاطعة لانكستر بولاية نبراسكا بحلول يونيو عام 1974. ذكرت صحيفة لينكولن جورنال ستار، في 20 أغسطس 1974، أن مروحيات غريبة مجهولة تسلط الأضواء على الحقول التي أصبحت لاحقًا مواقع حوادث التشويه. ادعى أحد المحققين أن مشاهدة المروحيات أصبحت أمرًا عاديًا أثناء الليل، مع عدم وصول أي أنباء إلى إدارة الطيران الفيدرالية والحرس الوطني بأي نشاط للمروحيات.
حذر الحرس الوطني طياري مروحياته من التحليق على ارتفاع أعلى من المعتاد لتجنب إطلاق النار من «المزارعين الثائرين»، وذلك بعد بدء أصحاب المزارع بتشكيل وقفات احتجاجية ليلًا. طالب رؤساء الولايات بإجراء تحقيق.
أفاد متبنيي نظرية المؤامرة في أكتوبر عام 1974 أن الأجسام الطائرة المجهولة قد تكون لها علاقة بحوادث تشويه البقر.

### التطورات اللاحقة
تواصل عضو مجلس الشيوخ الأمريكي فلويد كريك هاسكيل بمكتب التحقيقات الفيدرالي لطلب المساعدة بسبب القلق العام بشأن هذه القضية في عام 1975. ذكر أنه هناك 130 حادثة تشويه في كولورادو فقط، وبلاغات أخرى في تسع ولايات. أشار تقرير مكتب التحقيقات الفدرالي لعام 1979 إلى أنه وفقًا للتحقيقات التي أجرتها شرطة ولاية نيو مكسيكو، كان هناك ما يقدر بنحو 8000 حادثة تشويه في كولورادو، ما تسبب في خسائر تقارب 1,000,000 دولار.
أُبلغ عن العديد من حوادث التشويه في جميع أنحاء العالم منذ حادثة سنيبي عام 1967، وخاصة في الأمريكتين وأستراليا. وقع ما يقدر بنحو 3,500 حادث منذ عام 2002 في أمريكا الجنوبية، إذا أُبلغ عن حوالي 400 حادثة. يؤكد محققو حوادث التشويه أن عددًا كبيرًا من الحالات لا تُبلغ بها السلطات أبدًا، ربما يُبلغ عن حالة واحدة من بين كل عشرة حالات.